# Fabien Patanchon

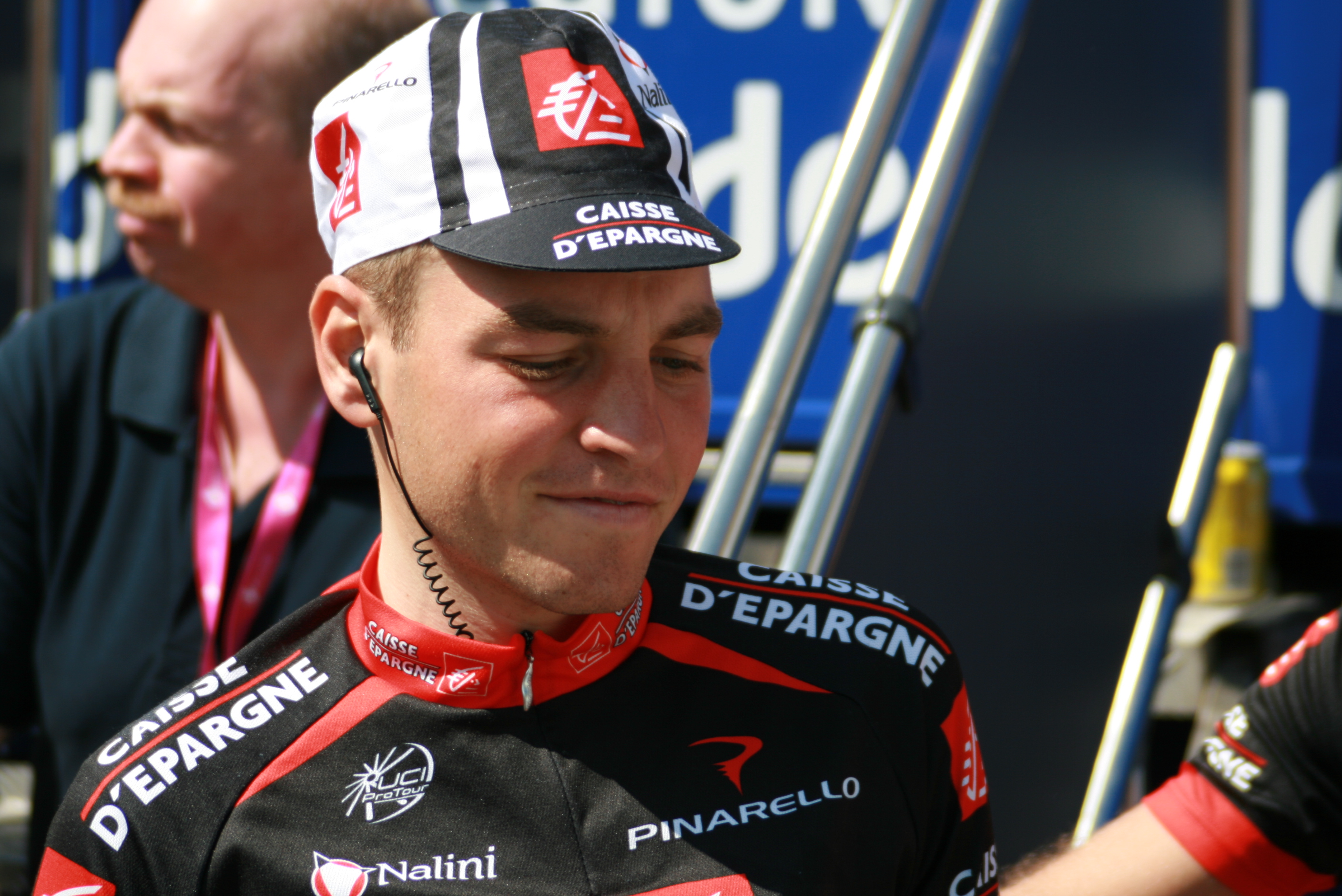
Fabien Patanchon, 2008

Fabien Patanchon (* 14. Juni 1983 in Bordeaux) ist ein ehemaliger französischer Radrennfahrer.
Fabien Patanchon wurde als Amateur-Fahrer auf der Bahn bereits Europameister der U23-Klasse und Französischer Meister bei der Elite jeweils im Madison zusammen mit Mathieu Ladagnous. 2005 gewann er Paris–Tours U23 und fuhr daraufhin bei La Française des Jeux als Stagiaire und erhielt im Jahr darauf einen Elite-Vertrag. 2006 startete er bei der Vuelta a España und belegte Platz 128 in der Gesamtwertung, 2007 wurde er 131. des Giro d’Italia.
Gemeinsam mit anderen französischen Sportlern wie Sandrine Bailly ließ Patanchon ab 2007 für das Anti-Doping-Projekt Athletes for Transparency auf Dopingmissbrauch hinweisende Parameter wie Blutwerte untersuchen und veröffentlichen.

## Erfolge – Bahn
2001
- Europameister (U23) – Zweier-Mannschaftsfahren (mit Matthieu Ladagnous)

2003
- Europameister (U23) – Zweier-Mannschaftsfahren (mit Matthieu Ladagnous)

2004
- Französischer Meister – Mannschaftsverfolgung (mit Cédric Agez, Mickaël Delage, Matthieu Ladagnous und Jonathan Mouchel)
- Französischer Meister – Madison (mit Mathieu Ladagnous)

## Erfolge – Straße
2005
- Paris–Tours U23

2009
- zwei Etappen Kreiz Breizh Elites

## Teams
- 2006 Française des Jeux
- 2007 Française des Jeux
- 2008 Caisse d’Epargne
- 2009 Entente Sud Gascogne
- 2010 Entente Sud Gascogne
- 2011 Saint-Cyr Tours 37 Cyclisme
- 2012 Guidon Saint-Martinois
- 2013 Guidon Saint-Martinois
- 2014 Guidon Saint-Martinois